# Mieczysław Banasik
Mieczysław Banasik (ur. 19 kwietnia 1940 w Wieluniu, zm. 18 sierpnia 2025) – polski aktor teatralny, także filmowy i telewizyjny.
Pochodził ze Śląska, gdzie spędził dzieciństwo (w Rybniku). O tym, że zostanie aktorem, marzył już jako uczeń gimnazjum. Początkowo studiował w krakowskiej PWST, skąd został wyrzucony. Absolwent Wydziału Aktorskiego PWSFTviT w Łodzi (1964). Należał do „Solidarności” (1982).

## Teatr
W teatrze zadebiutował 16 października 1964 roku. Jego pierwszym miejscem pracy w zawodzie aktora był Teatr im. Wojciecha Bogusławskiego w Kaliszu, gdzie występował w latach 1964–1965. Następnie był aktorem wrocławskiego Teatru Rozmaitości (1965–1966), a później Teatru Dramatycznego w Wałbrzychu (1966–1967). W latach 1967–1972 grał na scenie Teatru Dramatycznego im. Aleksandra Węgierki w Białymstoku.
W kolejnych latach również występował w wielu teatrach: w Teatrach Dramatycznych w Szczecinie (1972–1975), Teatrze im. Wilama Horzycy w Toruniu (1975–1976), Starym Teatrze im. Heleny Modrzejewskiej w Krakowie (1976–1978), Teatrze Współczesnym (1978–1979), a następnie Teatrze Polskim w Szczecinie (1980–1988) oraz ponownie w tamtejszym Teatrze Współczesnym (1988–1991). Od roku 1991 jest aktorem Teatru im. Horzycy w Toruniu.
Występował w bardzo różnorodnym repertuarze – m.in. w dramatach Williama Szekspira, Jeana Racine’a, Leona Schillera, Moliera, Juliusza Słowackiego, Gabrieli Zapolskiej, Leona Kruczkowskiego, Stanisława Ignacego Witkiewicza, Bertolda Brechta, Aleksandra Fredry, Adama Mickiewicza, Janusza Głowackiego, Jana Kochanowskiego. Miał też możliwość współpracy z wieloma aktorami i reżyserami. Najlepiej czuje się w repertuarze rosyjskim.

### Spektakle teatralne
- 1964 – Przyciąganie ziemskie jako Andriej (reż. Alina Obidniak)
- 1965 – Przypadki Robinsona Kruzoe jako młody Robinson (reż. Roman Załuski)
- 1965 – Niech no tylko zakwitną jabłonie (reż. I. Czaykowska, Barbara Fijewska)
- 1966 – Andromaka jako Pulades (reż. Zdzisław Dąbrowski)
- 1966 – Don Kichote jako Galernik (reż. Maryna Broniewska)
- 1967 – Skiz jako Wituś (reż. Bronisław Orlicz)
- 1967 – Niemcy jako oficer Wehrmachtu (reż. B. Orlicz)
- 1967 – Moralność pani Dulskiej jako Zbyszko (reż. Irena Ładosiówna)
- 1968 – Romeo i Julia jako Romeo (reż. B. Orlicz); także asystent reżysera
- 1968 – W małym dworku jako Jęzory Pasiukowski (reż. I. Ładosiówna)
- 1968 – Skąpiec jako Strzałka (reż. Zbigniew Bessert)
- 1969 – Matka Courage i jej dzieci jako Eilif (reż. Mirosław Wawrzyniak)
- 1969 – Pan Jowialski jako Janusz (reż. B. Orlicz); także asystent reżysera
- 1970 – Wieczór Trzech Króli jako Malvolio (reż. Andrzej Dobrowolski)
- 1971 – Zbrodnia i kara jako Raskolnikow (reż. B. Orlicz)
- 1972 – Szewcy jako Hyper-Robociarz (reż. Stefan Wieszczycki)
- 1973 – Dziady jako Starosta (reż. Konrad Swinarski)
- 1973 – Kram z piosenkami (reż. B. Fijewska)
- 1975 – Idiota jako Rogożyn (reż. Jerzy Hoffman)
- 1976 – Zapomnieć o Herostratesie jako Kleo (reż. Michał Rosiński)
- 1977 – Zbrodnia i kara jako Porfiry (reż. Maciej Prus)
- 1978 – Lot nad kukułczym gniazdem jako Wódz Bramden (reż. Andrzej Chrzanowski)
- 1979 – Burza jako Prospero (reż. Maciej Englert)
- 1979 – Kopciuch jako reżyser (reż. A. Chrzanowski)
- 1980 – Romeo i Julia jako Eskulas (reż. Janusz Bukowski)
- 1980 – Lilla Weneda jako doktor (reż. J. Bukowski)
- 1981 – Odprawa posłów greckich jako Priamus (reż. Bernard Ford-Hanaoka)
- 1982 – Igraszki z diabłem jako ojciec Scholastyk (reż. Andrzej Rozhin)
- 1987 – Zmierzch jako Mendel Krzyk (reż. Krystyna Meissner); także asystent reżysera
- 1990 – Mała apokalipsa (reż. Tadeusz Zapaśnik)
- 1992 – Rewizor jako Horodniczy (reż. K. Meissner)
- 1992 – Wariatka z Chaillot jako prezes (reż. Jan Błeszyński)
- 1992 – Amerykański Blues (Robol) jako Frick (reż. K. Meissner)
- 1993 – Biesy jako Sławny lekarz (reż. Jan Maciejowski)
- 1994 – Zemsta jako Cześnik Raptusiewicz (reż. K. Meissner)
- 1994 – Cud mniemany, czyli Krakowiacy i Górale jako Krakowiak; Wawrzyniec (reż. A. Rozhin)
- 1994 – Nie igra się z miłością jako Chór (reż. Marek Fiedor)
- 1995 – Opera za trzy grosze jako Żebrak (reż. Marta Stebnicka)
- 1996 – Wesele jako Wernyhora (reż. K. Meissner)
- 1997 – Ożenek jako Starikow (reż. M. Fiedor)
- 1997 – Gwałtu, co się dzieje! jako Makary (reż. Andrzej Bubień)
- 1997 – Pinokio jako Gospodarz karczmy; Rybak 1 (reż. Cezary Domagała)
- 1999 – Ryszard III jako król Edward IV (reż. A. Bubień)
- 1999 – Skąpiec jako Anzelm (reż. Bogusław Semotiuk)
- 1999 – Wujaszek Wania jako Aleksander Sieriebriakow (reż. A. Bubień)
- 2000 – W 80 dni dookoła świata jako Mr Andrew (reż. Jerzy Bielunas)
- 2000 – Damy i huzary jako major (reż. A. Bubień)
- 2000 – Anioły w Ameryce. Nowe tysiąclecie nadchodzi jako Izydor Chemelwitz, Prior (reż. M. Fiedor)
- 2002 – Kolacja na cztery ręce jako Jan Sebastian Bach (reż. Ewa Marcinkówna)
- 2003 – Kopciuszek jako Mieszczanin (reż. Wiesław Komasa)
- 2004 – Wiśniowy sad jako Firs (reż. A. Bubień)
- 2006 – 3 x Czechow jako Kuźma Nikołajewicz Chiri w Jubileuszu; Łuka w Niedźwiedziu; Stiepan Stiepanowicz Czubukow w Oświadczynach (reż. A. Bubień)
- 2007 – Ej, Joe jako Joe (reż. Iwona Kempa)
- 2007 – Pakujemy manatki jako Szabbetaj (reż. I. Kempa)
- 2007 – Niestworzona historia albo Ostatni tatuś jako Siwy Tramwaj, Tenor (reż. Gabriel Gietzky)

#### Teatr Telewizji
- 1972 – Sceny z życia Holly Golithly jako Jimmy Clark (reż. Kazimierz Kutz)
- 1973 – Inwazja jaszczurów jako Jens Jensen (reż. Wojciech Jesionka)
- 1973 – Listy z morza jako lekarz (reż. Czesław Staszewski)
- 1973 – Venus z Solare jako Salwatore (reż. C. Staszewski)
- 1996 – Zaczarowane jezioro (reż. K. Meissner; W. Janicki)

## Filmografia
- 1976 – Barwy ochronne jako pan Józef, członek kadry obozu (reż. Krzysztof Zanussi)
- 1998 – Syzyfowe prace jako Zbój (reż. Paweł Komorowski; film i serial)
- 2007 – Jeszcze nie wieczór jako Dubler „księdza"

## Nagrody
- 1971 – nagroda za rolę Raskolnikowa w spektaklu Zbrodnia i kara Fiodora Dostojewskiego inscenizowanym w Teatrze im. A. Węgierki w Białymstoku na XIV Festiwalu Teatrów Polski Północnej w Toruniu
- 1976 – nagroda za rolę Kleona w przedstawieniu Zapomnieć o Herostratesie Grigorija Gorina w Teatrze im. W. Horzycy w Toruniu na XVIII FTPP w Toruniu
- 1976 – Nagroda teatralna tygodnika „Przyjaźń” za role Rogożyna w Idiocie według F. Dostojewskiego i Kleona w Zapomnieć o Herostratesie G. Gorina w Teatrze im. W. Horzycy w Toruniu
- 1987 – Złota Kareta – nagroda za rolę Mendla Krzyka w przedstawieniu Zmierzch według Izaaka Babla w Teatrze im. Horzycy w Toruniu na XXIX FTPP w Toruniu
- 2005 – nagroda marszałka województwa kujawsko-pomorskiego z okazji Międzynarodowego Dnia Teatru (Toruń)
- 2007 – Nagroda Uniwersytetu Mikołaja Kopernika w Toruniu za całokształt dorobku artystycznego

## Odznaczenia
- Złoty Krzyż Zasługi
- Zasłużony Działacz Kultury (1976)

## Życie prywatne
- Ma żonę Beatę, która również pracuje w teatrze.
- Zmarł 18 sierpnia 2025 roku w wieku 85 lat.